# Hans Feige
Hans Feige (10 de noviembre de 1880 - 17 de septiembre de 1953) fue un General de Infantería alemán en la Wehrmacht durante la II Guerra Mundial.

## Carrera
Feige se unió al Ejército alemán en 1900. Durante la I Guerra Mundial sirvió principalmente en puestos de varias formaciones del Estado Mayor General. Fue herido dos veces en la guerra y recibió varias condecoraciones como las dos clases de la Cruz de Hierro. Después de la guerra se unió al Freikorps hasta que fue aceptado en el Reichswehr. Aquí de nuevo sirvió mayormente en puestos del Estado Mayor y fue promovido a Generalmajor el 1 de octubre de 1931 y a Generalleutnant 2 años después. El 1 de octubre de 1933 asumió el mando de la 1.ª División de Caballería, que fue disuelta en 1935. Sucesivamente entró en el retiro en 1935, como General de Infantería.
Al inicio de la II Guerra Mundial fue rellamado al servicio activo y asumió el mando del XXXVI Cuerpo en mayo de 1940. Su unidad subsiguientemente participó en la caída de Francia en la región de Lorena. El cuerpo fue entonces transferido a Noruega. En preparación de la Operación Barbarroja el cuerpo se trasladó al centro de Finlandia. Cuando fue lanzada la ofensiva alemana el 22 de junio de 1941, su unidad junto con el III Cuerpo Finlandés tenía la tarea de recapturar Salla y aislar Murmansk del resto de Rusia avanzando hacia el este durante la Operación Zorro Ártico. Aunque Salla fue recapturada, el avance de sus fuerzas mal equipadas pronto se encalló. Feige fue presionado por von Falkenhorst, comandante del Ejército de Noruega, para continuar la ofensiva, lo que tuvo pocos resultados. La ofensiva finalmente se suspendió el 17 de septiembre de 1941. En noviembre fue retirado de su mando y remplazado por Karl Weisenberger como comandante del XXXVI Cuerpo. Subsiguientemente fue puesto en la reserva (Führerreserve) y nunca más volvió a asumir un nuevo mando. Como resultado de su inactividad finalmente se retiró el 30 de junio de 1942.

## Condecoraciones
- Cruz de Hierro de 1914, 1.ª y 2.ª clase
- Cruz Alemana en Oro
- Gran Cruz de la Orden de la Rosa Blanca de Finlandia